# Jenny Kork

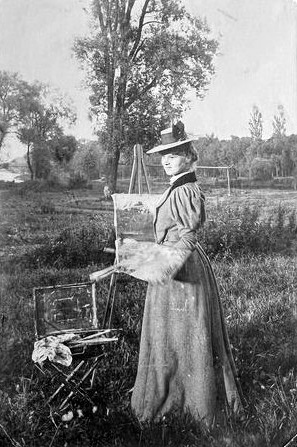
Jenny Kork bei der Arbeit, Warburg, um 1900

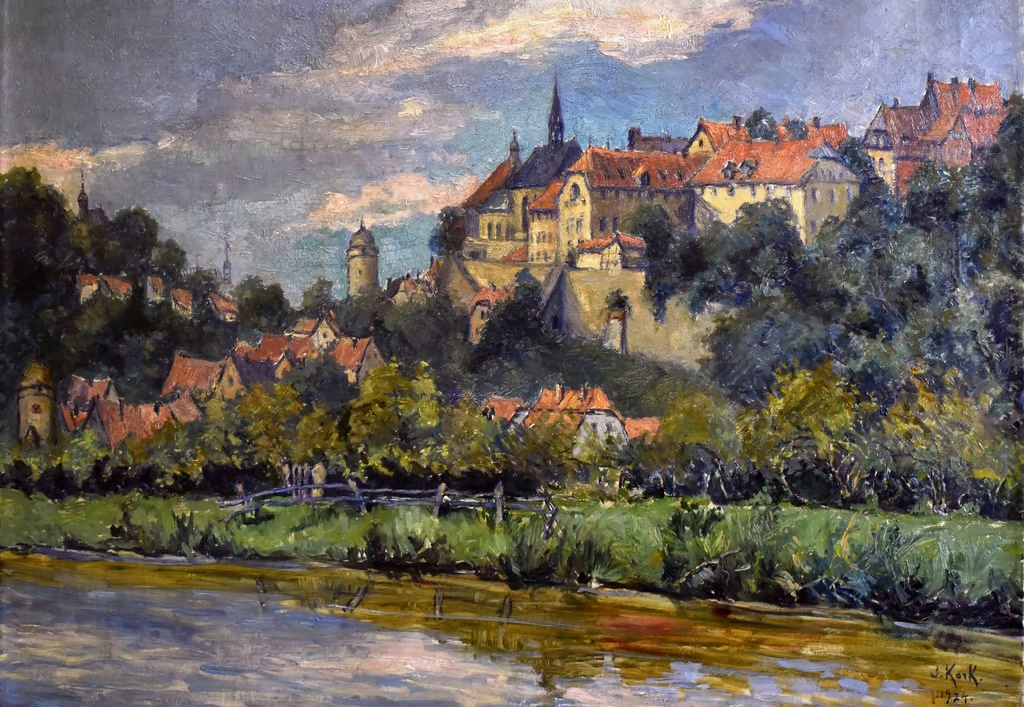
Jenny Kork: Warburg von Südwesten (1924)

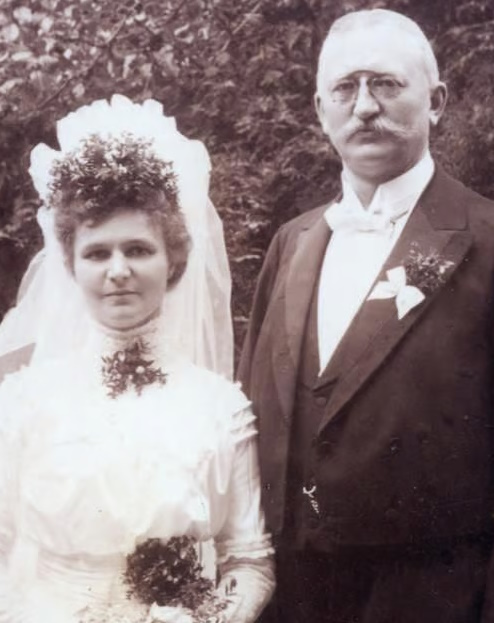
Hochzeitsfoto Adolf und Jenny Kork (1910)

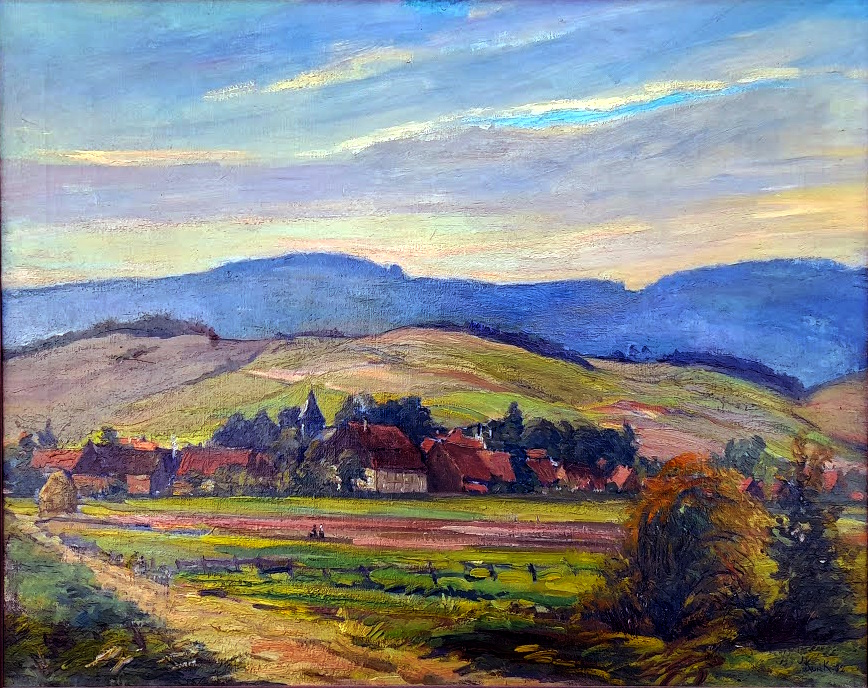
Jenny Kork: Germete (1934)

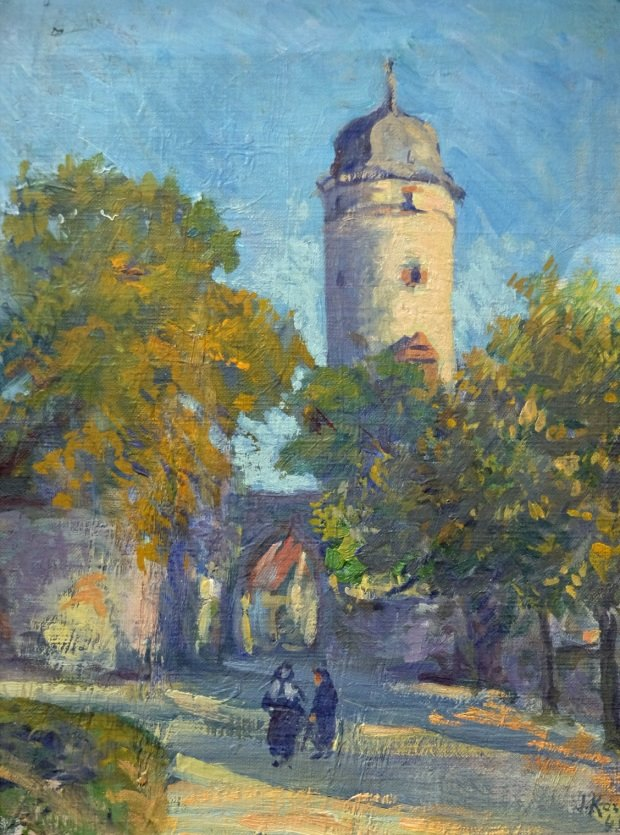
Jenny Kork: Sackturm in Warburg (1940)

Jenny Kork (ursprünglich: Maria Anna Rosa Geissel, * 25. Oktober 1872 in Borgentreich; † 11. Oktober 1951 in Warburg) war eine Malerin des deutschen Impressionismus.

## Leben
Sie war zweites von zehn Kindern des Kreisrichters Maximilian Geissel (1842–1931) und seiner Ehefrau Maria („Mimi“), geb. Rintelen (1846–1927). Ihr Vater stammte aus dem Gut Geissel in Langenberg (Kreis Gütersloh), ihre Mutter stammte aus dem Borgholzer Familienzweig derer von Rintelen. Wenige Jahre nach ihrer Geburt zog die Familie nach Warburg, wo der Vater als Justizrat und später ehrenamtlicher Beigeordneter tätig war und ein weltoffenes Haus führte.
Im August 1888 kam sie für zwei Jahre nach Lüttich in das von Klarissen geleitete Internat „Sur la Fontaine“, um dort neben den üblichen Fächern auch Französisch zu lernen. Hier wurde ihre künstlerische Begabung entdeckt und sie schickte Anfang 1889 ihren Eltern das erste von ihr bekannte Ölbild „Enten“.
Ab 1890 nahm sie an Malkursen an der Kunsthochschule Kassel teil und machte Studien an der dortigen Gemäldegalerie. Im April 1895 zog sie in die damalige Kunstmetropole München. An der Akademie der Bildenden Künste München waren zwar keine Frauen zugelassen, aber es bestand seit 1884 eine Damenakademie und zahlreiche Maler im Umfeld der Akademien erteilten Privatstunden. 1899 konnte sie sich dort an einer Ausstellung beteiligen, erhielt gute Kritiken und ihre Radierung „Löwe und Eber“ wurde vom Prinzregenten Luitpold von Bayern gekauft. 1905 bis 1908 bereiste sie mehrfach Paris, wo  die Freiheit der Kunst und die Gleichberechtigung der Frauen weiter entwickelt waren. Sie legte sich den Künstlernamen „Jenny“ zu, setzte ihr Malereistudium fort und kopierte Bilder im Louvre und anderen Museen vornehmlich für deutsche Auftraggeber. Danach kehrte sie nach Warburg zurück. Dort hatten ihre Eltern inzwischen eine stattliche Villa am Paderborner Tor 107 bezogen.
1910 heiratete Jenny, inzwischen 36-jährig, den Studienrat Benedict Joseph Adolf Kork, der am Warburger Gymnasium Marianum tätig war. Das Paar wohnte zunächst im südlichen Teil des Mönchehofs, später in einem Hause am Paderborner Tor gegenüber dem Haus ihrer Eltern. 1919 wurde ihr Vater zum Warburger Ehrenbürger ernannt, danach verbrachten ihre Eltern ihren Lebensabend auf dem Familiengut bei Langenberg.
Adolf Kork ging 1924 in den Ruhestand und starb vier Jahre später. Jenny überlebte ihn noch 23 Jahre und verstarb am 11. Oktober 1951. Sie wurde auf dem Burgfriedhof neben ihrem Ehemann begraben. Das Haus ihrer Eltern, das bereits in den 1920er Jahren durch den Krankenhausleiter Dr. Paul Hupe erworben worden war, wurde in den 60er Jahren zugunsten eines Supermarktes abgebrochen.

## Werk
In ihrer Kunst widmete sich Jenny Kork vornehmlich der Landschaft ihrer engeren Heimat. Es entstanden zahlreiche Ölgemälde, zudem einige Radierungen. Stilistisch stand Jenny dem Impressionismus nahe, den sie in ihren Pariser Jahren kennengelernt hatte. Ihre Arbeiten aus der Zeit vor der Eheschließung wurden mit J. G. für Jenny Geissel signiert. Zur Ausstellung 1994 konnten noch über 70 Werke zusammengetragen werden.
Sie war die älteste Persönlichkeit einer Reihe von mit Warburg verbundenen Malern der Zeit, zu denen auch die Brüder Hans, Josef und Edmund Anton Kohlschein, Adolf Erbslöh und Gottfried Beyer gehörten.

## Ausstellungen
- 1994: Museum im Stern: Jenny Kork – eine Warburger Malerin[3]
- 2016: Museum im Stern: Drei Malerinnen